# Geologija Kanarskih otokov
V geologiji Kanarskih otokov prevladujejo vulkanske kamnine. Kanarski otoki in nekaj podvodnih gora na severovzhodu tvorijo Kanarsko vulkansko provinco, katere vulkanska zgodovina se je začela pred približno 70 milijoni let. Območje Kanarskih otokov je še vedno vulkansko aktivno. Zadnji vulkanski izbruh na kopnem se je zgodil leta 2021, zadnji podvodni izbruh pa leta 2011-12.
Kanarski otoki so 450 km dolg, vzhod-zahod usmerjen arhipelag vulkanskih otokov v severnem Atlantskem oceanu, 100–500 km od obale severozahodne Afrike. Otoki so na afriški tektonski plošči. So primer vulkanizma znotraj plošče, ker so daleč (več kot 600 km) od robov afriške plošče.
Od vzhoda proti zahodu so glavni otoki Lanzarote, Fuerteventura, Gran Canaria, Tenerife, La Gomera, La Palma in El Hierro. Obstaja tudi več manjših otokov in otočkov. Sedem glavnih Kanarskih otokov je nastalo kot ločeni podmorski podvodni vulkani na dnu Atlantskega oceana, ki je v kanarskem območju globoko 1000–4000 m.
Lanzarote in Fuerteventura sta dela enega samega vulkanskega grebena, imenovanega Kanarski greben. Ta dva današnja otoka sta bila v preteklosti en sam otok. Del grebena je zdaj potopljen, Lanzarote in Fuerteventura pa sta ločena otoka, ločena z 11 km široko in 40 m globoko ožino oceanske vode.
Vulkanska aktivnost se je v zadnjih 11.700 letih pojavljala na vseh glavnih otokih razen na La Gomeri.

## Regionalna lastnosti
Vulkanska dejavnost v vulkanski provinci Kanarskih otokov se je začela pred približno 70 milijoni let, pojavljala pa se je na številnih podvodnih gorah in otokih Savage na območju oceanskega dna do 400 km severno od Kanarskih otokov. Najsevernejša v tej skupini podvodnih gora, podvodna gora Lars (približno 380 km severno od Lanzaroteja), je bila datirana v 68 milijonov let. Podvodne gore so proti jugozahodu proti Lanzarotu postopoma mlajše.
Kanarski otoki so zgrajeni na eni najstarejših regij zemeljske oceanske skorje (175–147 milijonov let), delu počasi premikajoče se afriške plošče, v odseku celinskega dviga pasivnega celinskega roba severozahodne Afrike. Oceanska litosfera je debela približno 60 km na osrednjih Kanarskih otokih in približno 100 km na zahodnih otokih.
Dve podvodni gori, Las Hijas (jugozahodno od El Hierra) in El Hijo de Tenerife (star približno 200.000 let, ki sta med Gran Canario in Tenerifom), lahko sčasoma (v naslednjih 500.000 letih) s prihodnjimi izbruhi tvorita nove otoke, ki bodo dodali več tokov lave vulkanske zgradbe.

## Faze rasti
Vulkanski oceanski otoki, kot so Kanarski otoki, nastajajo v globokih delih oceanov. Ta vrsta otoka se oblikuje v zaporedju razvojnih stopenj:
- podmorska (seamount) faza
- faza gradnje ščita
- padajoča faza (La Palma in El Hierro)
- stopnja erozije (La Gomera)
- pomlajevanje/posterozijsko obdobje (Fuerteventura, Lanzarote, Gran Canaria in Tenerife).

Kanarski otoki se razlikujejo od nekaterih drugih vulkanskih oceanskih otokov, kot so Havajski otoki: na primer, Kanarski otoki imajo stratovulkane, kompresijske strukture in pomanjkanje znatnega pogrezanja.
Sedem glavnih Kanarskih otokov je nastalo kot ločeni podmorski podvodni vulkani na dnu Atlantskega oceana. Vsaka podvodna gora, zgrajena z izbruhom številnih tokov lave, je sčasoma postala otok. Subaerial vulkanski izbruhi so se nadaljevali na vsakem otoku. Razpokani izbruhi v pozni fazi so prevladovali na Lanzarotu in Fuerteventuri, kar je povzročilo relativno umirjeno topografijo z višinami pod 1000 m. Drugi otoki so veliko bolj razgibani in gorati. V primeru Tenerifa se vulkanska zgradba Teide dviga približno 7500 m nad oceanskim dnom (približno 3780 m) pod vodo in 3715 m nad morsko gladino).
Količina vulkanske kamnine, ki je zgradila Kanarske otoke na tisoče metrov nad oceanskim dnom, je približno 124.600 km³; 96 % te lave je skrite pod morsko gladino in le 4 % (4940 km³) je nad morsko gladino. Zahodni otoki imajo večji del svoje prostornine (7 %) nad morsko gladino kot vzhodni otoki (2 %).

## Starost
Starost najstarejših subaersko izbruhanih lav na vsakem otoku se zmanjšuje od vzhoda proti zahodu vzdolž otoške verige: Lanzarote-Fuerteventura (20,2 milijona), Gran Canaria (14,6 milijona), Tenerife (11,9 milijona), La Gomera (9,4 milijona), La Palma (1,7 milijona) in El Hierro (1,1 milijona).

## Vrste kamnin
Vrste vulkanskih kamnin, ki jih najdemo na Kanarskih otokih, so značilne za oceanske otoke. Vulkanske kamnine vključujejo alkalijske bazalte, basanite, fonolite, trahite, nefelinite, trahiandezite, tefrite in riolite.
Izdanki plutonskih kamnin (na primer sienit, gabro in piroksen), ki so nastali globoko pod površjem, se pojavljajo na Fuerteventuri, La Gomeri in La Palmi. Poleg nekaterih otokov Zelenortskih otokov (še ena skupina vulkanskih otokov v Atlantskem oceanu, približno 1400 km jugozahodno od Kanarskih otokov), je Fuerteventura edini oceanski otok, za katerega je znano, da ima izdanke karbonatita.

## Vulkanske reliefne oblike
Primeri naslednjih vrst vulkanskih reliefnih oblik se pojavljajo na Kanarskih otokih: ščitasti vulkan, stratovulkan, kolapsna kaldera, erozijska kaldera, pepelni stožec, coulee, skorija stožec, tufni stožec, tufni obroč, maar, tok lave, polje toka lave, dajk, vulkanski čep.

## Izvori vulkanizma
Za razlago vulkanizma Kanarskih otokov je bilo predlaganih več hipotez. Največ pozornosti geologov sta bili deležni dve hipotezi:
1. Vulkanizem je povezan z zlomi skorje, ki segajo od gorovja Atlas v Maroku.
2. Vulkanizem je posledica počasnega premikanja Afriške plošče nad vročo točko v Zemeljinem plašču.

Trenutno je vroča točka (Canary hotspot) razlaga, ki jo sprejema večina geologov, ki preučujejo Kanarske otoke.
Dokazi v prid izvoru vročih točk kanarskega vulkanizma vključujejo starostno napredovanje v lokasti vulkanski provinci Kanarskih otokov, ki se dogaja v isti smeri in z enako hitrostjo kot v sosednji lokasti vulkanski provinci Madeira (približno 450 km bolj severno). To je skladno z vrtenjem Afriške plošče v nasprotni smeri urinega kazalca s približno 12 mm na leto. Poleg tega je seizmična tomografija razkrila obstoj območja vročih kamnin, ki se razteza od površja navzdol skozi oceansko litosfero do globine vsaj 1000 km v zgornjem plašču.

## Porazdelitev vulkanskega izbruha
V holocenski dobi (zadnjih 11.700 let Zemljine geološke zgodovine) se je na Kanarskih otokih zgodilo petinsedemdeset potrjenih vulkanskih izbruhov. Šestnajst od teh izbruhov je bilo v moderni dobi evropske zgodovine (to je po približno letu 1480). Zato so se v zadnjih 500 letih vulkanski izbruhi zgodili v povprečju vsakih 30 do 35 let. Vendar je bilo v moderni dobi obdobje mirovanja med redkimi izbruhi na vsakem vulkanu zelo spremenljivo (26 do 237 let za Cumbre Viejo na La Palmi; 1 do 212 let za Tenerife), zaradi česar je zanesljiva napoved prihodnjih izbruhov malo verjetna.
| Otok          | Holocen (zadnjih 11.700 let) | Moderno obdobje (od ok. 1480) | Leto izbruha moderne dobe                                | Opomba | Ref.   |
| ------------- | ---------------------------- | ----------------------------- | -------------------------------------------------------- | --- | ------ |
| Lanzarote     | 4                            | 2                             | 1730–1736, 1824                                          | | [ 25 ] |
| Fuerteventura | 0                            | 0                             | ——                                                       | Ni posebnih potrjenih holocenskih izbruhov, vendar se domneva, da so se zgodili (na podlagi svežine lave in vulkanskih oblik zemlje) | [ 26 ] |
| Gran Canaria  | 11                           | 0                             | ——                                                       | | [ 27 ] |
| Tenerife      | 42                           | 5                             | 1492, 1704–1705, 1706, 1798, 1909                        | | [ 28 ] |
| La Gomera     | 0                            | 0                             | ——                                                       | |        |
| La Palma      | 14                           | 8                             | 1481(±11), 1585, 1646, 1677–1678, 1712, 1949, 1971, 2021 | | [ 29 ] |
| El Hierro     | 4                            | 1                             | 2011–2012                                                | | [ 30 ] |

## Lanzarote
Vulkanska aktivnost na otoku Lanzarote se je začela v oligocenski dobi pri 28. Ma. Približno prvih 12 milijonov let se je kup lave podmorske podvodne gore zgradil iz 2500 m globokega morskega dna. Nato je v miocenski dobi, od 15,6 Ma do 12 Ma, podzemeljski ščitasti vulkan Los Ajaches zrasel kot otok na vrhu podvodne gore, na območju, ki ustreza današnjemu južnemu Lanzarotu. Med 10,2 Ma in 3,8 Ma je bila vulkanska aktivnost osredotočena približno 35 km severovzhodno in je tvorila drugi ščitasti vulkanski otok, imenovan Famara. Med vulkanoma Los Ajaches in Famara je bila osrednja vulkanska zgradba aktivna tudi od 6,6 do 6,1 milijona let. Zgradbe so se postopoma združile v en sam otok, Lanzarote, pri približno 4 milijonih let. Od 3,9 do 2,7 milijona se je vulkanska aktivnost ustavila in otok je bil erodiran. Danes, čeprav so lave vulkana Los Ajaches zdaj večinoma prekrite z kalkretom, so erodirani ostanki dveh oklepastih vulkanov ohranjeni v južnem oziroma severnem Lanzarotu, z majhnimi izdanki osrednje zgradbe, ki se pojavljajo med njima. Pri približno 2,7 milijona let, v pozni pliocenski dobi, se je začela faza pomlajevanja. Proizvedel je veliko manj lave kot prejšnja stopnja ščita, predvsem pri vulkanih Montaña Roja in Montaña Bermeja v južnem Lanzarotu. Nato se je v kasnejših pleistocenskih in holocenskih obdobjih pomlajevalni vulkanizem nadaljeval in v njem so prevladovali strombolski izbruhi lave iz nizov vulkanskih stožcev, poravnanih vzdolž številnih SV-JZ razpok v osrednjem delu Lanzarota. Geološko nedavni primeri vulkanizma na stopnji pomlajevanja vključujejo izbruhe v Montaña Corona (pred približno 21.000 leti), Timanfaya (1730-1736) in Tao/Nuevo del Fuego/Tinguatón (1824).
Izbruh Timanfaya (1730–1736) je izbruhnil več kot milijardo kubičnih metrov (1 km³) lave in veliko količino piroklastične tefre iz več kot 30 vulkanskih odprtin vzdolž 14 km dolge razpoke v zahodnem Lanzarotu. Tokovi lave pokrivajo četrtino otoka (površina približno 225 km²), nekateri tokovi pa dosežejo debelino približno 50 m. To je največji izbruh moderne dobe na Kanarskih otokih in tretji največji izbruh bazaltne lave na Zemlji v zgodovini.
Skoraj vse vulkanske kamnine Lanzarote so bazaltne.

## Fuerteventura
Fuerteventura leži na mezozojski oceanski skorji, približno 70 km od roba afriškega epikontinentalnega pasu in približno 100 km od afriške celine, zaradi česar je Afriki najbližji kanarski otok.
Zaradi svoje starosti je oceanska skorja na Fuerteventuri razmeroma toga, kar je preprečilo pogrezanje in omogočilo vremenskim vplivom in eroziji, da razkrijeta globoke ravni otoške geološke strukture.
Dve glavni zaporedji kamnin na Fuerteventuri sta (1) nižje, starejše (od krede do zgodnjega miocena) zaporedje sedimentnih, plutonskih in podmorskih vulkanskih kamnin z intruzivnimi dajki, ki se pogosto imenujejo »bazalni kompleks«, ki ga neskladno prekriva (2) mlajše zaporedje miocenskih, pliocenskih in kvartarnih subaerskih vulkanskih kamnin.
Najstarejše kamnine na Fuerteventuri so niz mafičnih plutonskih kamnin, morskih sedimentnih kamnin in vulkanskih kamnin, v katere vdirajo magmatski dajki. Sedimentne kamnine bazalnega kompleksa so bile odložene na morsko dno in predstavljajo najvišji del oceanske skorje, ki je bil med vulkansko aktivnostjo dvignjen in vključen v vulkansko zgradbo. Mezozojske sedimentne kamnine so večinoma metamorfizirane in so strmo nagnjene. Nagibanje se je zgodilo v srednji kredi in ga je verjetno povzročilo dvigovanje Afrike. Magmatske kamnine bazalnega kompleksa verjetno predstavljajo stopnjo podvodne gore v vulkanski zgodovini Fuerteventure, izpostavljeno zaradi dvigovanja in erozije.
V zgodnjem miocenu je vulkanska dejavnost prešla iz podmorske v subaerialno, medtem ko se je vulkanska zgradba postopoma dvigovala nad morsko gladino. Fuerteventura ima najstarejše subaerialne vulkanske kamnine na Kanarskih otokih, ki so datirane na 20,6 milijona let. Na vznožju podvodne gore (od severa proti jugu) so bili zgrajeni trije glavni zaščitni vulkani: severna zgradba, osrednja zgradba in zgradba Jandia. Osrednji ščitasti vulkan je najstarejši, zgrajen večinoma od 22 do 18 milijonov, vendar s poznejšo fazo od 17,5 do 13 milijonov. Južni ščitasti vulkan je nastajal od 21. do 14. stoletja. Severni ščitasti vulkan je bil zgrajen predvsem od 17. do 12. maja. Ti ščitasti vulkani so izbruhali večinoma bazaltne in trahibazaltne tokove lave.
V poznem miocenu (približno 11,5 milijona let) je prišlo do premora v vulkanski dejavnosti (erozijska stopnja). Manjši vulkanski izbruhi so se nadaljevali v pliocenu, pri približno 5,1 milijonih let (stopnja pomlajevanja) in so se občasno nadaljevali v kvartarju, pri čemer so ponovno prevladovali tokovi bazaltne lave.
Najnovejši vulkanski izbruh na Fuerteventuri je bil datiran pred 134.000 leti v srednjem pleistocenu. Nekateri nedatirani vulkanski stožci na severu Fuerteventure so morda nastali pred kratkim.
Preperevanje, erozija in sedimentacija v pliocenu in kvartarju so oblikovale obalne in plitvomorske sedimentne kamnine, ki so jih sčasoma prekrili mlajši eolski sedimenti, aluvialni pahljačasti nanosi in paleosoli.

## Gran Canaria
Potem ko so podmorski vulkanski izbruhi v zgodnjem miocenu ustvarili podvodno goro, se je subaerialna vulkanska aktivnost na Gran Canarii odvijala v treh fazah: stopnja ščita (srednji in pozni miocen, 14,5 do 8,5 milijona let), erozijska stopnja (pozni miocen, 8,5 do 5,3 milijona let) in pomlajena stopnja (pliocen do kvartarja, 5,3 milijona let do danes).
Stopnja ščita se je začela z zgodnjo fazo izbruhov tokov bazaltne lave, od 14,5 do 14,1 milijona let, ki so zgradili glavno subaerial ščitasto vulkansko zgradbo, ki tvori tri četrtine subaerial volumna Gran Canarie. Vsaj trije ščitasti vulkani so bili aktivni v tej fazi razvoja otoka in njihovi tokovi lave so se postopoma združili v en sam velik relief. Temu je sledila poznejša faza, od 14,1 do 8,5 milijona let, eksplozivnih vulkanskih izbruhov diferenciranih felzičnih lav (fonolitov, trahitov in riolitov) s številnimi piroklastičnimi tokovi (ki so odlagali ignimbrite). V osrednji Gran Canarii sta v tej fazi nastala kaldera Tejeda in roj stožčastih listov.
Od 8,5 do 5,3 milijona let, v erozijski fazi, je bila vulkanska aktivnost minimalna. Erozija se je pojavila skupaj z odlaganjem aluvialnih sedimentov na otoku in odlaganjem podmorskih turbiditnih sedimentov na morju.
V fazi pomlajevanja, od 5,3 milijona let do danes, je vulkanska aktivnost potekala v treh fazah. V prvi fazi, od 5,3 do 2,7 milijona let, je prevladovalo nastajanje statovulkana Roque Nublo v osrednjem delu Gran Canarie. To je povzročilo tokove lave, ignimbrite in plazovite naplavine. Druga faza (3,5 do 1,5 milijona let) je imela strombolske izbruhe tokov lave vzdolž severozahodno-jugovzhodnega vulkanskega razpoka. Trenutna faza, od 1,3 milijona let do danes, je pokazala razpršene freatomagmatske in strombolske izbruhe zelo alkalnih lav. Najnovejši vulkanski izbruh na Gran Canarii se je zgodil pred približno 2000 leti v kraterju Bandama na severovzhodnem delu otoka.
Peščene sipine, s skupno prostornino 18 milijonov kubičnih metrov, pokrivajo območje 3,6 km² v oguljenem predelu Maspalomas na južni obali Gran Canarie. Eolske reliefne oblike, ki jih najdemo na tem polju sipin, vključujejo barhanske sipine in grebene sipin (prečne sipine). Sipine so iz peščenih zrn in kamenčkov. Povprečna debelina sipin je 5–10 m, vendar nekatere sipine dosežejo debelino 20 m. Na nekaj območjih so izpostavljeni spodnji deltasti sedimenti. Pesek, ki je zgradil sipine, so vodni valovi in veter premaknili približno 2 ali 3 kilometre z območja vira usedlin (obalna podmorska polica v Playi del Inglés). Od leta 1960 je urbanizacija vplivala na lokalne vetrove in to je povzročilo postopno zmanjševanje prostornine in površine polja sipin, ker erozija sedimentov zdaj presega odlaganje sedimentov. Dolgo se je mislilo, da so sipine nastale v zadnjih nekaj tisoč letih, vendar je študija iz leta 2021 našla dokaze, ki podpirajo hipotezo, da so sipine nastale pred manj kot 300 leti kot posledica cunamija, ki ga je povzročil lizbonski potres leta 1755.

## Potresi
Seizmičnost Kanarskih otokov je nizka. Potresi, ki se zgodijo na Kanarskih otokih ali blizu njih, so povezani z vulkanizmom in tektonizmom. Na modificirani Mercallijevi lestvici (lestvica jakosti potresa, ki sega od I za »ni čutiti« do XII za »ekstremno«), je imela večina potresov v regiji intenziteto VI ali manj. Izbruhe Timanfaya na Lanzarotu leta 1730 pa so spremljali potresi z intenziteto do X na enaki lestvici.
Od 1. januarja 1975 do 31. decembra 2023 je bilo zabeleženih 168 potresov z magnitudo 2,5 ali več z epicentri na Kanarskih otokih ali blizu njih; največji od teh potresov je imel trenutno magnitudo 5,4 in intenziteto VII z epicentrom na oceanskem dnu približno 28 km zahodno od El Hierra leta 2013.
Leta 2004 se je na Tenerifu zgodil roj potresov, kar je vzbudilo zaskrbljenost, da bi se lahko kmalu zgodil vulkanski izbruh, vendar roju ni sledil noben tak izbruh.
Roji potresov zaradi podzemnega gibanja staljene magme so bili zaznani pred in med vulkanskimi izbruhi v letih 2011–2012 in 2021. V tednu pred izbruhom leta 2021 se je na La Palmi zgodil roj več kot 22.000 potresov z magnitudami mbLg do približno 3,5. Hipocentri zaporednih potresov so migrirali navzgor, ko se je magma počasi dvigovala na površje. Med izbruhom so bili zaznani večji potresi, na primer potres z magnitudo mbLg 4,3 se je zgodil 35 km pod površjem.
Vsaj štirje cunamiji, ki so jih sprožili oddaljeni potresi, so prizadeli obale Kanarskih otokov v moderni dobi. Zgodili so se leta 1755 (potres v Lizboni 1755), 1761 (potres v Lizboni 1761), 1941 (potres v prelomnici Gloria 1941) in 1969.